# 克劳迪娅·博克尔
克劳迪娅·博克尔（德語：Claudia Bokel，1973年8月30日—），德国女子击剑运动员。她曾代表德国参加1996年、2000年和2004年夏季奥林匹克运动会击剑比赛，其中2004年奥运会获得一枚银牌。